# Ciril Franquet i Bertran
Cirilo Franquet Bertrán (La Serra d'en Galceran, 1809 — Barcelona, 28 d'abril de 1870) va ser un polític liberal espanyol.

## Ressenya biogràfica
Nascut a la Serra d'en Galceran en una família d'orígens tarragonins, va casar en 1836 amb María Luisa Dara Zamora (Saragossa, 1807 - Tortosa, 1888), filla dels barons de Purroy. Aquest mateix any va ser elegit diputat per la província de Tarragona. Va cursar baixa a la fi de 1837.
Va ser nomenat cap polític de la província de Tarragona en 1840, exercint el govern provincial fins a 1843. Aquest mateix any va ser destinat a la prefectura política de la província de Saragossa el 21 de juny. Va prendre possessió del càrrec el dia 27 de juny, exercint fins al 3 d'agost de 1843. Durant la seva estada a Saragossa va ser pare de José Franquet Dara.
En 1846 va ser elegit de nou diputat, tant pel districte de Tarragona com pel de Gandesa, triant exercir el primer escó. Va ser diputat fins a 1850.
En 1854, durant el Bienni Progressista, va ser nomenat governador civil de la província de València (1854) i posteriorment traslladat a la de Barcelona en 1854 després del conflicte de les selfactines. Va dimitir en 1855, i fou elegit novament diputat per la província de Tarragona. Va exercir de diputat fins al final del Bienni Progressista en 1856.
En 1859 va ser nomenat part d'una comissió ministerial per a analitzar la legislació hidràulica. Franquet seria al costat de Rafael Rodríguez de Cepeda un dels principals líders de la comissió, fins al punt que sovint se li atribueix a Franquet la paternitat de la resultant llei d'aigües finalment resultant en 1866. Altres autors assenyalen no obstant això diferències entre les visions de Franquet i Cepeda, notant la diferència entre el projecte Franquet de 1860 i el de Cepeda de 1861 i matisant l'aportació de Franquet.